# Horstmann Cars

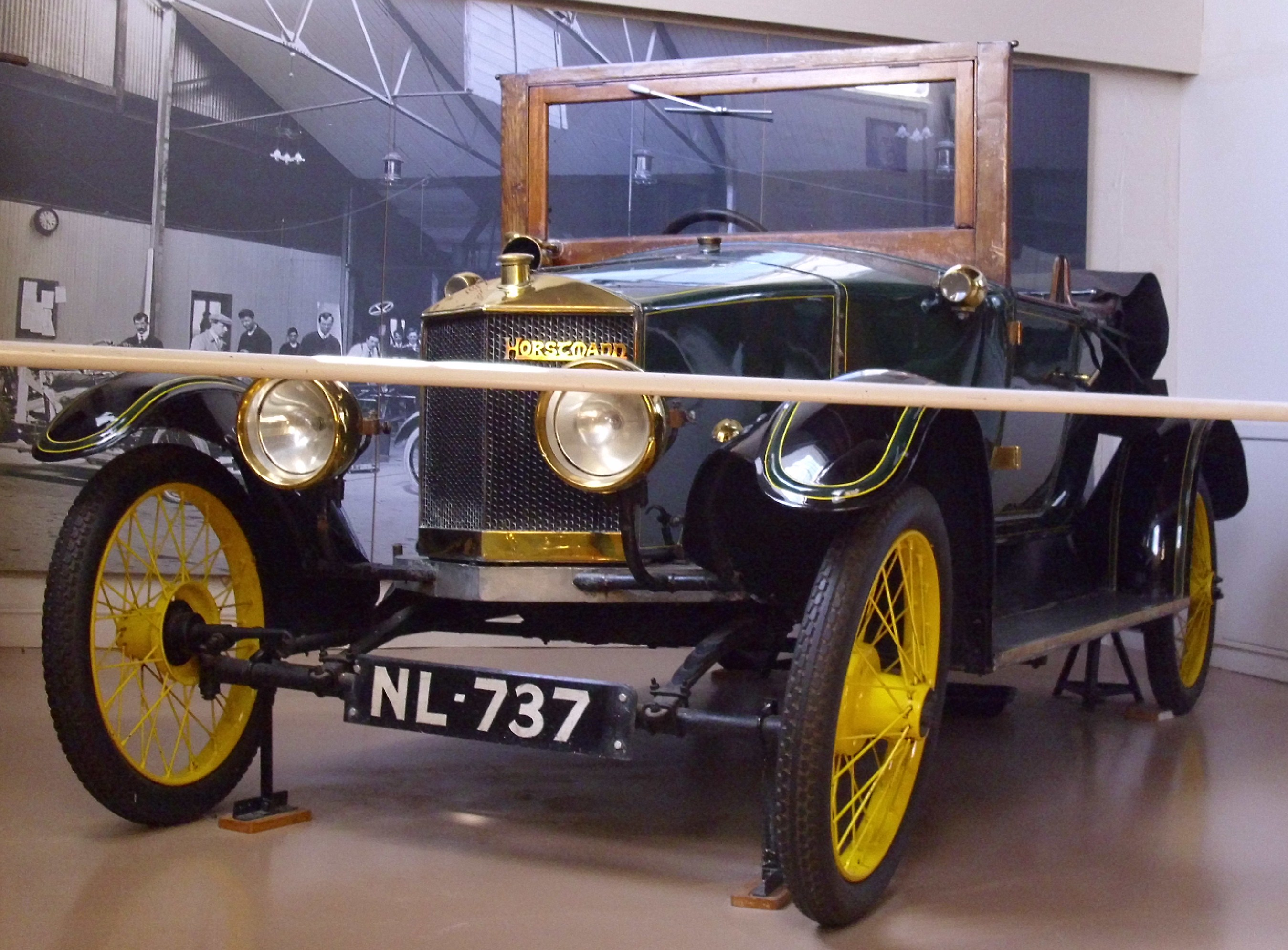
Horstmann 8.9 HP von 1914

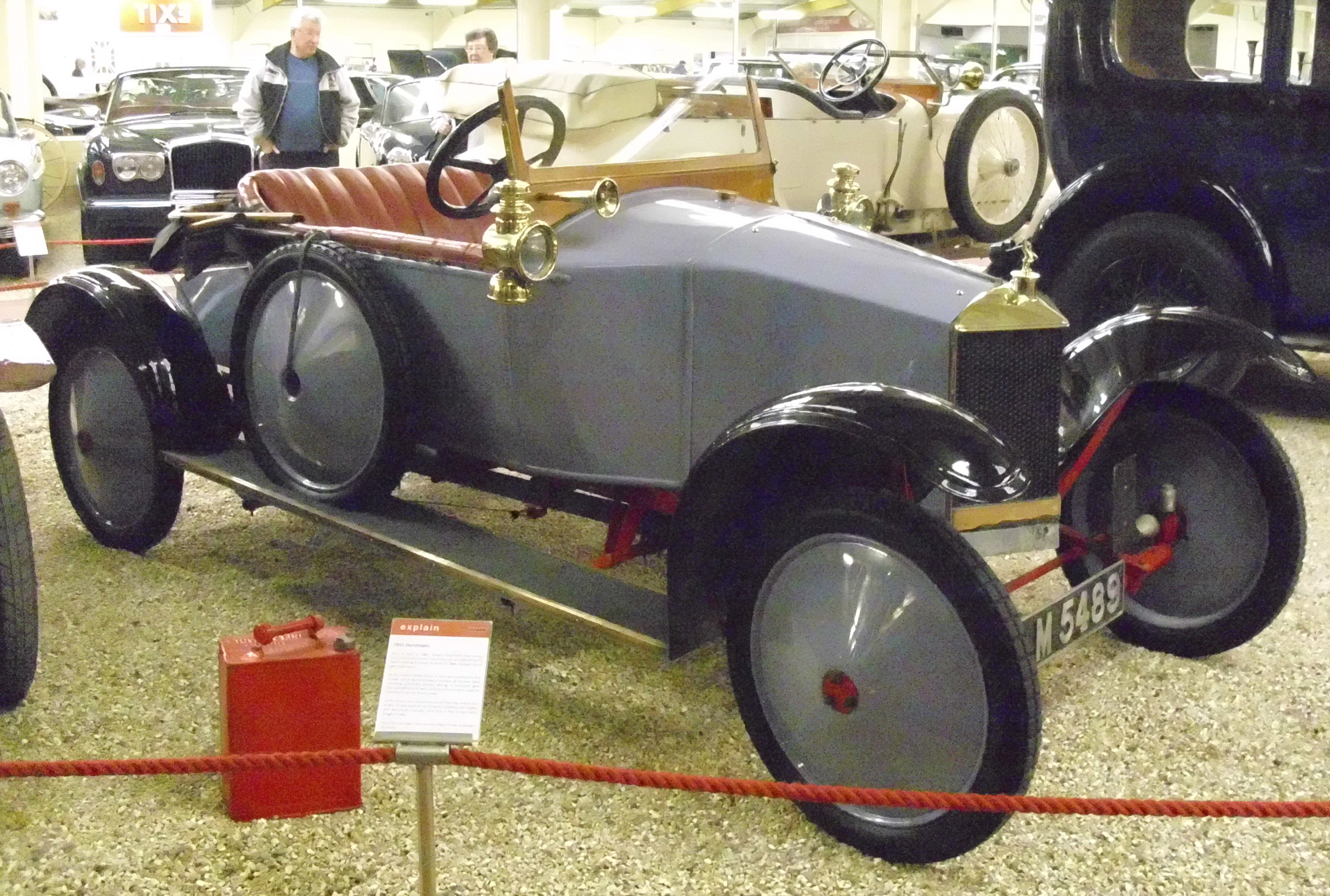
Horstmann von 1915

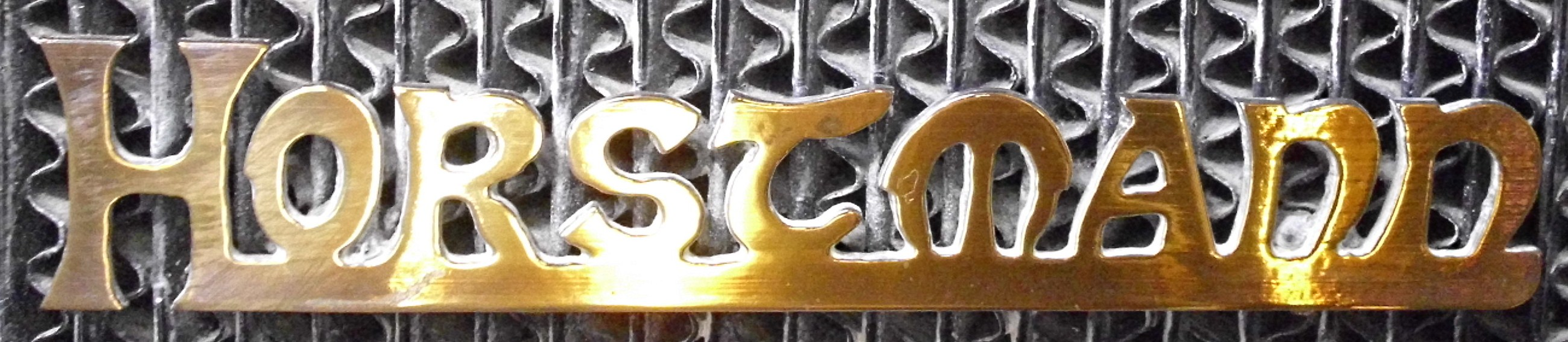
Schriftzug auf dem Kühlergrill

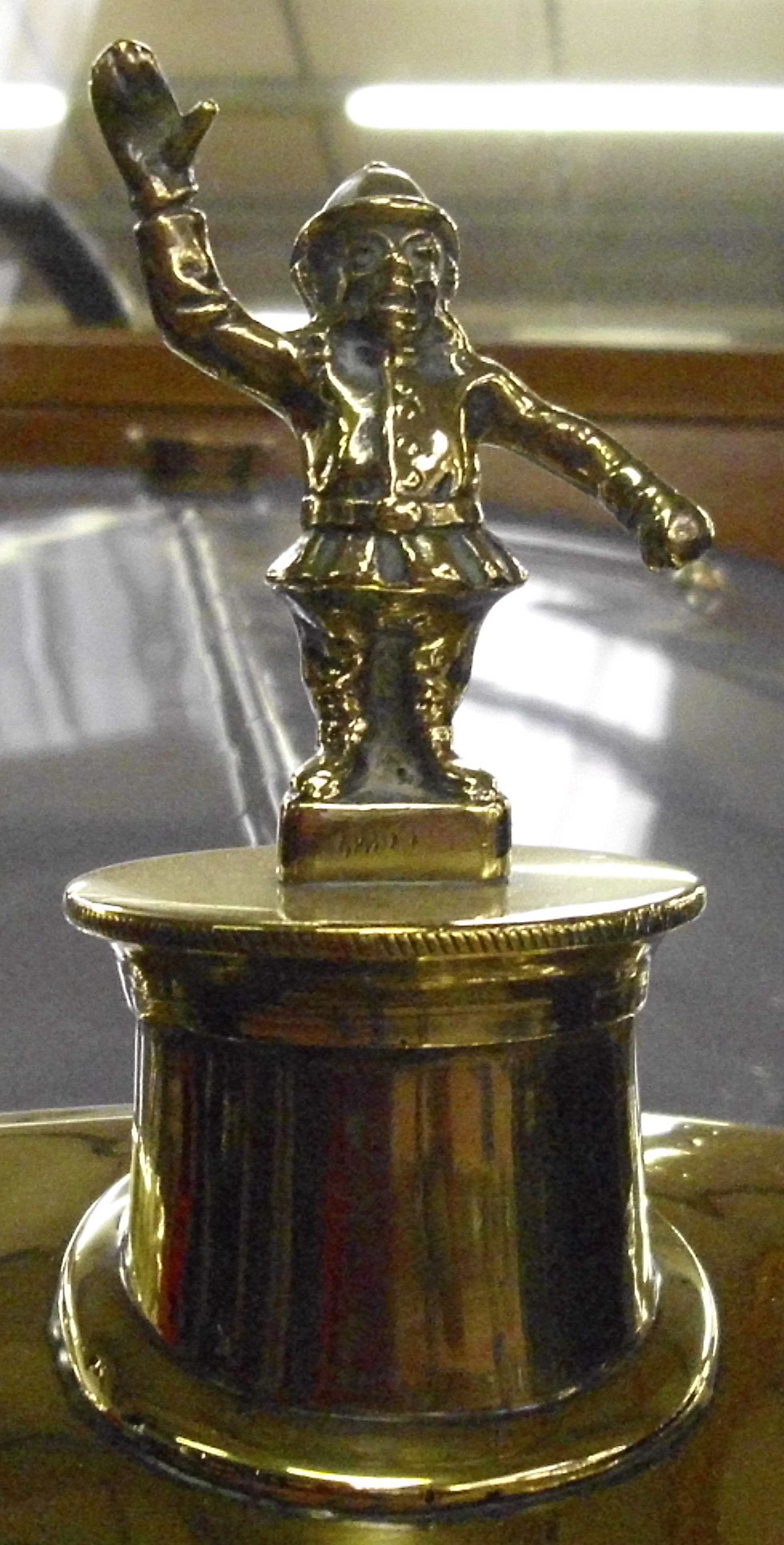
Kühlerfigur

Horstmann Cars Limited (seit 1920 auch Horstman geschrieben) war ein britischer Hersteller von Automobilen. Das Unternehmen wurde 1930 aufgelöst. Die heutige Horstman Holdings Ltd. beansprucht ein Nachfolgeunternehmen zu sein. 2019 wurde Horstman ein Tochterunternehmen des deutschen Rüstungsherstellers Renk GmbH. In den 2020er-Jahren produziert und liefert Horstman Komponenten für Militärfahrzeuge.

## Vorgeschichte
Das Unternehmen wurde von Sidney Adolph Horstmann (1881–1962) gegründet, seinerseits Sohn des 1850 aus Westfalen eingewanderten Uhrmachers und Erfinders Gustav Horstmann (1828–1893). Dieser hat in seinem Leben über 100 Patente erhalten und 1856 das auf 1/10.000 Zoll genaue Mikrometer erfunden. Es befindet sich heute im Science Museum in London. Gustav Horstmann hatte sieben Kinder; alle vier Söhne gingen bei ihm in die Lehre. Sein 1854 an der Union Street in Bath (Somerset) gegründetes Uhrmacher- und Juweliergeschäft firmierte später unter G. Horstmann & Sons und war die Keimzelle mehrerer anderer Unternehmen. Es ging 1925 in der Horstman Gear Company auf.
Sidney Horstmann arbeitete bereits um 1900 mit dem Ingenieur Richard John Baynton Hippisley (1865–1956) an einem dreirädrigen Automobil mit Einzylindermotor. Er erfand ein stufenloses Fahrzeuggetriebe und gründete im folgenden Jahr die Horstmann Gear Company zur Auswertung des Patents. Der Erfolg blieb aus, doch machte sich das Unternehmen einen guten Namen mit Uhrwerken, Chronometern und mechanischen Timern.

## Automobilbau
1903 stellte Sidney Horstmann ein Light Car (eine ehemalige Fahrzeugklasse zwischen Voiturette und Kleinwagen) an der London Motor Show aus. Das Fahrzeug wurde bis 1912 bei der Horstmann Gear Company gebaut, allerdings wohl nur in kleinen Stückzahlen.

### Horstmann Cars Limited
Die Automobilabteilung wurde 1913 als Horstmann Cars Limited ein selbständiges Unternehmen, oder, wahrscheinlicher, als Tochtergesellschaft teilselbständig. Es wurde anlässlich der London Motor Show dieses Jahres der Öffentlichkeit vorgestellt. Nach dem Ausbruch des Ersten Weltkriegs, und damit nach sehr kurzer Produktionszeit, wurde der PKW-Bau ausgesetzt. Im Lauf des Ersten Weltkriegs änderte der Brite Horstmann den Namen seiner Betriebe von Horstmann auf die englische Schreibweise Horstman, die damit deutlich verbreiteter ist als die ursprüngliche.
Der Konstrukteur und Erfinder George Carwardine (ca. 1886–1947) war seit 1912 als Vorarbeiter bei Horstmann tätig; von 1916 bis 1923 war er Werksleiter.
Nach Kriegsende erschienen wieder Horstman-Automobile. Alle hatten leichte Aufbauten und einen sportlichen Einschlag. Die Vierzylindermotoren wurden von Anzani und Coventry Climax bezogen. Sie waren im Motorsport durchaus erfolgreich und wurden auch an Clubrennen in Brooklands eingesetzt.
1929 endete die Produktion. Das Unternehmen wurde 1930 aufgelöst.

### Fahrzeuge
Je nach Quelle wurden zwischen 1913 und 1929 1500 resp. zwischen 1915 und 1929 3000 Automobile hergestellt; Zahlen zu den 1904 bis 1912 bei Horstmann Gear hergestellten Fahrzeugen liegen nicht vor. Etwa zehn Fahrzeuge dieser Marke sollen noch existieren; eines davon ist im Haynes International Motor Museum in Sparkford (Somerset) zu besichtigen.
| Modell   | Bauzeit   | Zylinder | Hubraum cm³ | Leistung PS | Bemerkung                  |
| 8.9 HP   | 1914      | 4        | 995         | 15          |                            |
| 10 HP    | 1919–1921 | 4        | 1327        | 20          |                            |
| 11 HP    | 1921      | 4        | 1498        | 33          |                            |
| 12/30 HP | 1923–1929 | 4        | 1496        |             | Motor von Anzani           |
| 9/20 HP  | 1924–1925 | 4        | 1100        | 25          | Motor von Coventry-Simplex |
| 9 HP     | 1927      | 4        | 1208        |             |                            |
| 9/25 HP  | 1928–1929 | 4        | 1247        |             |                            |

## Horstman Holdings Ltd.
Es gibt einen ungeklärten Bezug zur Horstman Ltd. in Bath, welche Nockenwellen und andere Präzisionsteile für den Maschinenbau fertigte. Dieses Unternehmen wurde 1955 von Simms übernommen und gelangte 1969 zu Lucas Industries. 1975 wurde der Nockenwellenbau abgetrennt und an Weyburn Engineering verkauft; der verbliebene Teil wurde zur heute noch existierenden Horstman Defence Systems.
2019 wurde Horstman eine Tochtergesellschaft des deutschen Rüstungsherstellers Renk GmbH. Die Horstman Holdings Ltd. beansprucht Nachfolgeunternehmen in der Tradition der früheren Horstman-Unternehmen zu sein. In Presseveröffentlichungen werden prominente Lieferungen von Getrieben, Fahrwerksteilen etc. dargestellt. Der Schwerpunkt von Horstman liegt bei Fahrwerksteilen, während die Antriebstechnik von der Konzernmutter Renk verfügbar ist. Bei der Erforschung der eigenen Unternehmensgeschichte erwähnt Horstman Verbindungen zu Fahrwerkslieferungen in Panzermodellen wie dem Sherman V aka Sherman Firefly.  Dies wurde bis 2021 nicht in der Sekundärliteratur bestätigt. 